# Acevedo
Acevedo – miasto w Kolumbii, w departamencie Huila.